# Hexarthra intermedia
Hexarthra intermedia is een raderdiertjessoort uit de familie Hexarthridae. De wetenschappelijke naam van deze soort is voor het eerst geldig gepubliceerd in 1929 door Wiszniewski.